# Superman and the Mole Men
Superman and the Mole Men je americký akční sci-fi film z roku 1951 režiséra Leea Sholema. Jedná se o první celovečerní snímek natočený na námět superhrdinských komiksů o Supermanovi. Černobílý film, ke kterému napsali scénář Robert Maxwell a Whitney Ellsworth pod společným pseudonymem Richard Fielding, byl natočen během 12 dní. Premiéru měl 23. listopadu 1951, v následujícím roce také posloužil jako dvoudílná pilotní epizoda s názvem „The Unknown People“ pro televizní seriál Adventures of Superman.
Na LD a VHS byl film vydán v roce 1987, na DVD se poprvé objevil v rámci edice seriálu Adventures of Superman v roce 2005.

## Příběh
Novináři Clark Kent a Lois Lane přijíždí do malého městečka Silsby, aby napsali článek o nejhlubším ropném vrtu na světě. Tento vrt však narušil prostředí podzemních bytostí s krtčí vizáží, kteří se vydají zkoumat zemský povrch. Místní lidé je považují za nebezpečné vetřelce a vydají se na jejich hon. Superman se tak musí o záhadné tvory postarat a zabránit jejich lynči.

## Obsazení
- George Reeves jako Clark Kent / Superman
- Phyllis Coates jako Lois Lane
- Jeff Corey jako Luke Benson
- Walter Reed jako Bill Corrigan
- J. Farrell MacDonald jako Pop Shannon
- Stanley Andrews jako šerif
- Ray Walker jako John Craig
- Hal K. Dawson jako Chuck Weber
- Phil Warren jako strážník Jim
- Frank Reicher jako ředitel nemocnice
- Beverly Washburn jako dítě